# Ülker Sports Arena
Fenerbahçe International Sports Complex Ülker Sports Arena (în turcă Fenerbahçe Uluslararası Spor Kompleksi Ülker Spor Arena) este o sală acoperită cu multiple întrebuințări situată în Atașehir, Istanbul. A fost inaugurată la 25 ianuarie 2012 într-un meci din Euroliga 2011-2012 împotriva EA7 Emporio Armani Milan.Este deținută și condusă de Fenerbahçe.

## Istorie
Arena, cu o capacitate de 13.000 de locuri, găzduiește evenimente sportive naționale și internaționale de baschet, volei, lupte și haltere; precum și concerte și congrese. Are, de asemenea, cantine fast-food și restaurante. Se întinde pe o suprafață de aproximativ 55.000 m2 și este una dintre cele mai importante arene sportive din oraș. Echipele de baschet feminin și masculin ale lui Fenerbahçe SK joacă meciurile de pe teren propriu pe această arena.

## Concerte și evenimente
16 noiembrie 2014 Demi World tour
2012
- 19 septembrie Leonard Cohen - Old Ideas World Tour
- 22 septembrie-14 octombrie, Alegría (Cirque du Soleil)
- 5 octombrie, Boston Celtics 2012 NBA Europe Live Tour
- 16-17 noiembrie, Jennifer Lopez - Dance Again World Tour

2013
- 23 februarie, WWE Raw World Tour
- 15-17 martie, Michael Jackson: The Immortal World Tour
- 6 aprilie, Glory kickboxing
- 27 aprilie, Mark Knopfler Privateering Tour
- 3-12 mai, We Will Rock You (musical) ca parte We Will Rock You: 10th Anniversary Tour
- 7 septembrie, Music Bank World Tour
- 5 octombrie, Oklahoma City Thunder 2013 NBA Europe Live Tour

2014
- 3-5 octombrie, Campionatul Mondial de Baschet feminin Finalele
- 16 noiembrie, Demi Lovato - Demi World Tour

## Spectatori Euroliga
| Season             | Total   | Maxim  | Minim  | Medie  |
| ------------------ | ------- | ------ | ------ | ------ |
| Euroliga 2011–2012 | 35.978  | 12.191 | 11.870 | 11.993 |
| Euroliga 2012–2013 | 85.303  | 12.100 | 1.800  | 7.109  |
| Euroliga 2013–2014 | 137.753 | 12.968 | 3.230  | 11.313 |
| Euroliga 2014–2015 | 164.449 | 13.013 | 8.559  | 11.746 |
| Euroliga 2015–2016 | 142.264 | 12.886 | 7.043  | 10.162 |